# Пчёлка (Чувашия)
Пчёлка (чув. Пчёлка; офиц. Пчелка) — деревня в Красночетайском районе Чувашской Республики России. Входит в состав Красночетайского сельского поселения.

## География
Деревня находится в северо-западной части Чувашии, в пределах Чувашского плато, в зоне хвойно-широколиственных лесов, к востоку от реки Суры, на расстоянии примерно 6 километров (по прямой) к юго-западу от села Красные Четаи, административного центра района. Абсолютная высота — 76 метров над уровнем моря.

Расстояние до столицы республики — города Чебоксары — 117 км, до районного центра — села Красные Четаи — 11 км, до железнодорожной станции 41 км.

Самый западный населённый пункт Чувашии.
Климат
Климат характеризуется как умеренно континентальный, с продолжительной морозной зимой и тёплым летом. Среднегодовая температура воздуха — 2,9 °С. Средняя температура воздуха самого тёплого месяца (июля) — 18,6 °C (абсолютный максимум — 38 °C); самого холодного (января) — −13 °C (абсолютный минимум — −44 °C). Безморозный период длится около 148 дней. Среднегодовое количество атмосферных осадков составляет 513 мм, из которых 357 мм выпадает в период с апреля по октябрь.
Часовой пояс
Деревня Пчёлка, как и вся Чувашия, находится в часовой зоне МСК (московское время). Смещение применяемого времени относительно UTC составляет +3:00.

## История
9 апреля 1928 года была зарегистрирована сельскохозяйственная артель «Пчёлка» села Баймашкино. До 1935 года — выселок. Жители занимались земледелием, животноводством, пчеловодством. 

По состоянию на 1 мая 1981 года деревня Пчёлка Красночетайского сельского совета входила в состав совхоза «Октябрь»:93.
Административно-территориальная принадлежность
В составе: Красночетайского (до 20 декабря 1962 года), Шумерлинского (до 3 ноября 1965 года) районов. С 3 ноября 1965 года — вновь в Красночетайском районе:225.

Сельские советы: Черепановский (с 1935 года), Красночетайский (с 28 сентября 1940 года):225.

## Население
| 2010 | 2012 |
| ---- | ---- |
| 15   | ↗39  |

Гендерный состав
По данным Всероссийской переписи населения 2010 года в гендерной структуре населения мужчины составляли 46,7 %, женщины — соответственно 53,3 %.
Национальный состав
Согласно результатам переписи 2002 года, в национальной структуре населения чуваши составляли 100 % из 50 человек.

## Инфрастурктура
Имеется магазин. 